# Classe Abtao
La classe Abtao était une classe de quatre sous-marins de la marine péruvienne, entrés en service entre 1954 et 1957. Ils sont également connus sous le nom de « classe Lobo » et de « classe Dos de Mayo ». Ils ont été construits aux États-Unis selon une conception basée sur la classe Mackerel de l’United States Navy. Ce sont les derniers sous-marins construits par les États-Unis pour le marché d’exportation. Les quatre sous-marins avaient une propulsion diesel-électrique. Ils étaient armés de six tubes lance-torpilles de 21 pouces (533 mm). Deux des sous-marins avaient également un canon de 5 pouces (127 mm) / 25 calibres. Les quatre sous-marins, initialement dotés de noms d’animaux, ont tous été renommés en 1957 du nom de célèbres batailles péruviennes. Ils ont été retirés du service à partir de 1991, le dernier l’ayant été en 1999. Le BAP Abtao est devenu un navire musée situé à Lima, au Pérou.

## Conception
La classe Abtao était une version modifiée des sous-marins de classe Mackerel de la Seconde Guerre mondiale. Ils avaient un déplacement de 838 tonnes en surface et 1 422 tonnes en immersion. Ils mesuraient 74,1 m de longueur hors-tout, avec un maître-bau de 6,7 m et un tirant d'eau de 4,3 m.
Les sous-marins étaient propulsés par un appareil moteur diesel-électrique composé de deux moteurs diesel General Motors à simple effet de type 278A et de deux moteurs électriques d’une puissance nominale de 2 400 ch (1 800 kW), entraînant deux hélices. Les sous-marins de classe Abtao avaient une vitesse maximale de 16 nœuds (30 km/h) en surface et de 10 nœuds (19 km/h) en immersion. Ils transportaient 46 tonnes de carburant diesel et avaient une portée de 5 000 milles marins (9 300 km) à 10 nœuds à la profondeur de schnorchel,.
La classe était armée de six tubes lance-torpilles de 21 pouces (533 mm) dont quatre situés à l’avant et deux à l’arrière. Deux navires de la classe, les Abtao et Dos de Mayo, avaient un canon de 5 pouces (127 mm) / 25 calibres monté à l’arrière du kiosque. Le canon était pointé manuellement. Les quatre sous-marins étaient équipés d’un radar SS-2A et de sonars BQR-3 et BQA-1A,. En 1981, leurs batteries ont été remplacées et par la suite, un sonar d’interception actif/passif Thomson Sintra Eledone a été installé. Ils avaient un effectif de 40 officiers et matelots.

## Navires de la classe
| Classe Abtao             |                       |                                     |                         |                         |                   |                 |                  |                                                 |
| Numéro de fanion initial | Nom                   | Constructeur                        | Numéro de fanion (1959) | Numéro de fanion (1960) | Pose de la quille | Lancement       | Commissionné     | Destin                                          |
| 6                        | Dos de Mayo (ex-Lobo) | Electric Boat, Groton (Connecticut) | SS-1                    | SS-41                   | 12 mai 1952       | 6 février 1954  | 14 juin 1954     | Abandonné en 1999                               |
| 5                        | Abtao (ex-Tiburón)    | Electric Boat, Groton (Connecticut) | SS-2                    | SS-42                   |                   | 27 octobre 1953 | 20 février 1954  | Désarmé en 1998 et devenu navire musée en 2004. |
| 7                        | Angamos (ex-Atun)     | Electric Boat, Groton (Connecticut) | SS-3                    | SS-43                   | 27 octobre 1955   | 5 février 1957  | 1er juillet 1957 | Abandonné en 1990                               |
| 8                        | Iquique (ex-Merlin)   | Electric Boat, Groton (Connecticut) | SS-4                    | SS-44                   |                   |                 | 10 octobre 1957  | Abandonné en 1993                               |

## Service
La marine péruvienne a initialement commandé deux sous-marins à Electric Boat le 8 décembre 1951 sur la base de la conception Mackerel de la marine américaine. La quille des deux premiers a été posée au chantier de Groton, dans le Connecticut, le 12 mai 1952, celle de deux autres le 27 octobre 1955. Les quatre sous-marins ont d’abord été nommés d’après des animaux (Lobo, Tiburón, Atun et Merlin). La classe était initialement connue sous le nom de « classe Lobo » et plus tard sous le nom de « classe Dos de Mayo ». Cependant, un décret d’avril 1957 du président de la République du Pérou, Manuel Prado Ugarteche, a ordonné que les noms des navires soient changés en ceux de célèbres batailles péruviennes. Le Lobo devint le Dos de Mayo, le Tiburón devint l'Abtao, l'Atun devint l'Angamos et le Merlin devint l'Iquique.
L'Abtao a été le premier lancé, en octobre 1953, et mis en service en février 1954. L'Iquique fut le dernier à être lancé, en février 1957, et mis en service en octobre 1957. Ce sont les derniers sous-marins construits par les États-Unis pour le marché d’exportation.
L'Abtao et le Dos de Mayo ont subi un carénage à Groton en 1965, et l'Angamos et l'Iquique ont fait de même en 1968. En 1988, l'Abtao participe au sauvetage de l’équipage du sous-marin BAP Pacocha (SS-48) qui avait coulé après une collision avec le navire de pêche Kiowa Maru. L'Angamos a été retiré du service en 1990, suivi par l'Iquique en 1993. L'Abtao a été retiré du service le 10 mai 1999 et placé en réserve. Le navire a été radié du service naval en 2000 et converti en 2004 en navire musée à Lima, au Pérou. Le Dos de Mayo a été le dernier navire à être retiré du service, en 1999.